# نبرد هالیس

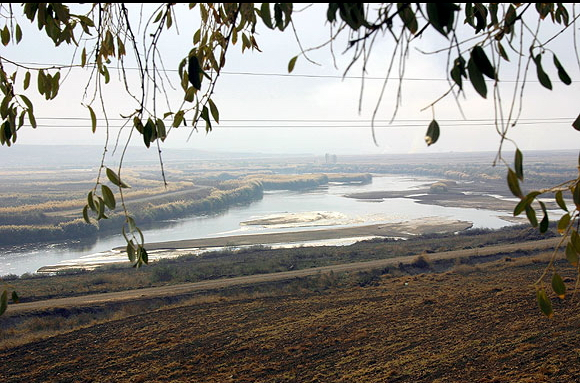
نمایی از رود هالیس در ترکیه امروزی

نبرد هالیس (به انگلیسی: Battle of Halys) که به نبرد خورشیدگرفتگی نیز شهرت دارد، نبردی بود میان مادها و حکومت لیدیه به تاریخ ۲۸ مه سال ۵۸۵ پیش از میلاد در کنار رودخانه هالیس، که اکنون به نام قزل ایرماق در کشور ترکیه شناخته می‌شود.
این نبرد که آخرین نبرد پس از سال‌ها جنگ بین هووخشتره از ماد و الیاتس از لیدیه بود که به علت بروز خورشید گرفتگی جنگ در میانه کارزار متوقف شد و دو طرف صلح کردند، و رودخانه هالیس به عنوان مرز بین ماد و لیدیه انتخاب شد. طبق گزارش هرودوت، تاریخ این خورشیدگرفتگی را تالس پیش‌بینی کرده بود، اما صحت گفته هرودوت مورد اختلاف است. اگر درست باشد، این قدیمی‌ترین پیش‌بینی برای گرفتگی در تاریخ است.
نبرد هالیس تنها نبرد از نبردهای تاریخ باستان است که با محاسبه دوره‌های خورشیدگرفتگی تاریخ دقیق آن دردست است. در واقع چنان‌که ایزاک آسیموف اشاره کرده‌است، این نبرد بنوعی قدیمی‌ترین رویدادی است که تاریخ دقیق آن در دسترس است.